# 11473 Barbaresco
11473 Barbaresco (1982 SC) là một tiểu hành tinh vành đai chính được phát hiện ngày 22 tháng 9 năm 1982 bởi E. Bowell ở trạm Anderson Mesa thuộc Đài thiên văn Lowell.